# Babij Jar-i mészárlás

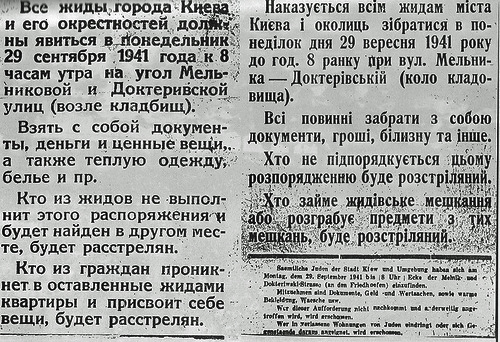
Orosz, ukrán és német nyelvű hirdetmény, amely a kijevi és Kijev környéki zsidókat agyonlövés terhe mellett gyülekezésre szólítja fel

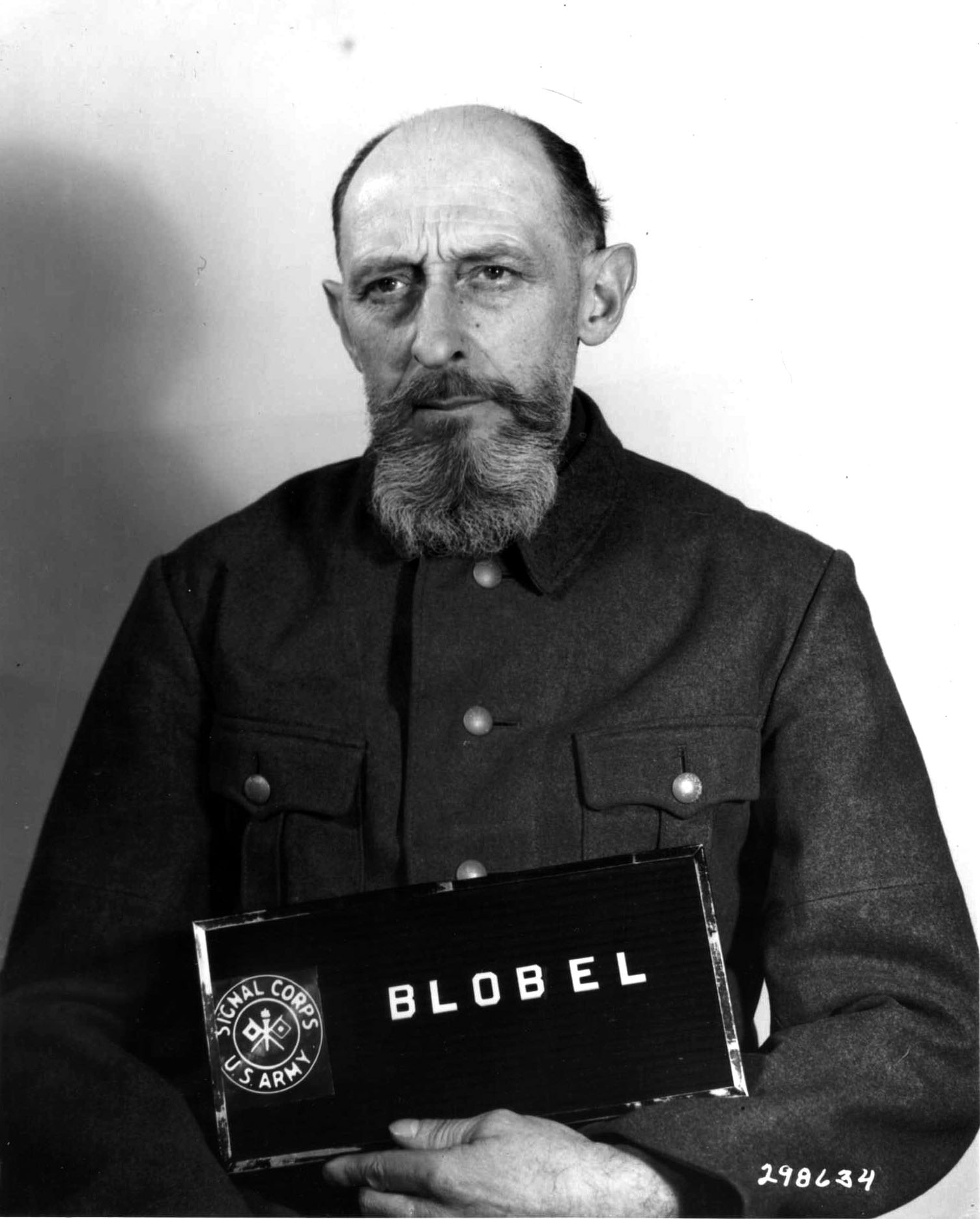
Paul Blobel SS Standartenführer

A Babij Jar-i mészárlás német katonai alakulatok és egy náci Einsatzgruppe által 1941-ben végrehajtott pogrom volt, melynek során 33 771 ukrán zsidót gyilkoltak meg.

## A mészárlás
A mészárlásra a Barbarossa hadművelet idején került sor.
A keleti zsidóság totális kiirtására specializálódott halálbrigádok egyike, a Paul Blobel SS-Standartenführer által parancsnokolt Einsatzgruppe C 4a jelzésű egysége 1941. szeptember 28-án, közvetlenül a reguláris csapatok bevonulása után plakátokat helyezett el Kijev városában. A felhívás a helybéli zsidósághoz szólt: a német megszállók arra kötelezték a településen élő zsidókat, hogy szeptember 29-én gyülekezzenek a város szélén lévő temetőnél. Azokat, akik ezt nem teljesítik, a német hadvezetés halálbüntetéssel fenyegette.
Másnap harmincezernél is több civil gyűlt össze a megadott helyen. Rettegtek attól, hogy táborokba internálják őket, és soha nem térhetnek vissza az otthonaikba. Miután a kijevi zsidók összegyűltek, a katonák parancsot adtak az indulásra. A civilek hosszú sorban hagyták el a várost, a halálraítéltek menete a Babij Jar-i szurdok irányába vonult. A német tábori rendőrség egyenruháját viselő katonák elkezdték terelni őket: botokkal, vagy puskájukkal ütötték a foglyokat, a nőket és gyermekeket sem kímélve.
Az út végén a foglyoknak át kellett adniuk a csomagjaikat, le kellett vetkőzniük, és a halálmenet utolsó kilométerét meztelenül kellett megtenniük. A végső állomás a Babij Jar-i szurdok volt: egy 400 méter hosszú, 40-80 méter mély bemélyedés. A zsidókat csoportokra osztották, majd az első csoportot bevezették a szurdokba. A kiszolgáltatott emberekkel szemben MG-34-es géppuskások álltak fel és a kivégzést igazgató tiszt parancsára hosszú sorozatot adtak le rájuk. A sortűz után néhány SS-katona megvizsgálta a testeket, és közvetlen közelről újabb lövéseket adtak le a túlélőkre. A tetemekre vékony földréteget hordtak, mely el sem fedte a kivégzett civilek véres hulláit, majd beterelték a következő csoportot, és a kivégzést elölről kezdték: az újabb sortűz után az SS-katonák ismét megszemlélték a tetemeket, és a túlélőket tarkón lőtték, a holttestekre földet szórtak, és újratöltötték a gépfegyvereket. Az Einsatzgruppe C katonáit meglehetősen kifárasztotta a szakadatlan vérengzés: harmincezernél is több embert kellett likvidálniuk, és az alkalmazott módszer okán a kivégzés elhúzódott. A mészárlás olyannyira megviselte a hóhérokat, hogy a végrehajtók óránként váltották egymást – miután az egyik csoport végzett, egy másik, kipihent csapat lépett a helyükre – és folytatták a szisztematikus tömeggyilkosságot. A halálbrigád egészen naplementéig mészárolta a Kijevből elhurcolt foglyokat, de az alkony leszállta után kénytelenek voltak felfüggeszteni a kivégzéseket. Másnap mindent újrakezdtek: újabb és újabb csapatokat vezényeltek a szurdokba és mindenkit agyonlőttek. Mire az Einsatzgruppe C bevégezte feladatát, 33 771 polgári személy teteme feküdt a 400 méter hosszú mélyedésben, és az egymásra halmozott hullák feltöltötték a szurdokot. Az öldöklés másfél napon át tartott, és a 150 fős halálbrigád óránként 1000 személyt gyilkolt meg. A mészárlást oly alapossággal hajtották végre, hogy alig néhányan élték túl a vérfürdőt.
A következő hónapokban a németek több tömegkivégzést is végrehajtottak Babij Jarnál, az ukrán nacionalista, szovjet kommunista, cigány áldozatok összlétszáma meghaladta a 100 000-et.

## A tömeggyilkosság feldolgozása a művészetben
Jevtusenko verset írt Babij jar címmel, majd erre a műre alapozva Sosztakovics megírta a szovjet antiszemitizmust elítélő 13. szimfóniáját, amelyet 1962-ben, a bemutató után betiltottak.
Anatolij Kuznyecov Kijevben született orosz-ukrán származású költő Babij Jar című regényében írta le az általa 12 évesen átélt eseményeket. A szerző elmondása szerint semmit nem változtatott a történteken – „leírtam egyszerűen úgy, ahogy megesett”. 